# Ваљи (Фермо)
Ваљи (итал. Vagli) насеље је у Италији у округу Фермо, региону Марке.
Према процени из 2011. у насељу је живело 578 становника. Насеље се налази на надморској висини од 128 м.